# Gesellschaft für Neonatologie und pädiatrische Intensivmedizin
Die Gesellschaft für Neonatologie und pädiatrische Intensivmedizin (GNPI) ist eine wissenschaftliche Fachgesellschaft mit dem Ziel der Förderung der Neonatologie und der pädiatrischen Intensivmedizin in Wissenschaft und Praxis. Die DGPK ist Mitglied der Arbeitsgemeinschaft der Wissenschaftlichen Medizinischen Fachgesellschaften (AWMF).

## Ziele und Aufgaben
Die GNPI sieht ihr wesentliches Ziel im Wohl Früh- und Reifgeborener sowie lebensbedrohlich erkrankter Kinder und Jugendlicher. Vor diesem Hintergrund nennt die Vereinssatzung folgende Aufgaben: 
- Förderung der Forschung durch Veröffentlichung neuer Forschungsergebnisse auf der Jahrestagung, durch die Vergabe von Wissenschaftspreisen und Unterstützung beim Aufbau multizentrischer Netzwerke
- Förderung der ärztlichen und pflegerischen Fort- und Weiterbildung im Bereich der Neonatologie und pädiatrischen Intensivmedizin durch Musterweiterbildungsordnungen und Ausrichtung von Kursen, Seminaren und Lehrveranstaltungen
- Qualitätssicherung durch Entwicklung evidenzbasierter Leitlinien und Qualitätsmarker in Zusammenarbeit mit den durch den Gesetzgeber definierten Gremien
- Vertiefung der nationalen und internationalen Zusammenarbeit mit anderen wissenschaftlichen und medizinischen Gesellschaften und Verbänden, die sich mit den Fragen des Fachs befassen, sowie mit Patienten- und Elternverbänden
- Vertretung der Belange Früh- und Reifgeborener und schwerkranker Kinder und Jugendlicher gegenüber ärztlichen Berufsvertretungen, Behörden, den Planern der Versorgungsstrukturen, politischen Gremien und der Öffentlichkeit[3][4]

## Aktivitäten

### Arbeitsgemeinschaften
Innerhalb der Gesellschaft haben sich verschiedene Sektionen formiert. Arbeitsgebiete sind unter anderem: 
- Beatmung[5]
- Kindernotfallversorgung[6]
- Ernährung[7]
- Palliative Versorgung[8]

### Veranstaltungen
Die GNPI richtet Fortbildungsveranstaltungen, wissenschaftliche Symposien und eine Jahrestagung aus, auf der die Standards der Diagnostik und Therapie von Erkrankungen des Fachgebiets, innovative Therapieansätze und aktuelle Forschungsergebnisse vorgestellt und diskutiert werden.

## Veröffentlichungen
Die Gesellschaft veröffentlicht Stellungnahmen zu Vorgehensweisen, Maßnahmen und Standards in ihrem Fachgebiet. Hierzu gehören auch medizinische Leitlinien.

## Ehrungen und Preise
Die Gesellschaft ernennt Ehrenmitglieder und lobt den jährlich zu vergebenden GNPI-Wissenschaftspreis aus.
Zu Ehrenmitglieder wurden ernannt:
- 2023: Christian P. Speer, Arnold Pollack, Roland Hentschel, Johannes Pöschl
- 2021: Rolf Maier
- 2020: Thomas Nicolai
- 2019: Gerhard Jorch
- 2018: Ludwig Gortner
- 2016: Peter Bartmann, Walter Kachel, Bernd Roth
- 2015: Evelyn Kattner
- 2010: Karl Bauer
- 2008: Hans Henning Hellwege, Helmut Hörnchen, Michael Obladen
- 2006: Uwe Alfred Jürgen Sitka, Christoph Vogtmann
- 2003: Frank Pohlandt, Hans Versmold
- 2002: Leonard Hohenauer, Peter Lemburg, Volker von Löwenich
- 1998: Peter Emmrich
- 1985: Leonore Ballowitz

## Geschichte
Die GNPI wurde 1976 gegründet, seit 1992 ist sie Mitglied der AWMF.